# Багха Джатин
Багха Джатин (имя при рождении Джатиндранатх Мукерджи, бенг. যতীন্দ্রনাথ মুখোপাধ্যায়; 7 декабря 1879 — 10 сентября 1915) — деятель индийского национально-освободительного движения начала XX века. Известен как один из руководителей антибританской вооружённой борьбы во время Первой мировой войны.

## Ранняя биография
Джатиндранатх родился в округе Надия провинции Бенгалия (совр. округ Куштия, Бангладеш). Его семья принадлежала к европейски образованному слою бенгальского общества. В 1895 году Джатиндранатх поступил в Центральный Колледж Калькутты. Во время учёбы он попал под влияние идей Свами Вивекананды. По некоторым сведениям, уже в 1902 году Джатиндранатх Мукерджи стал членом тайного революционного общества Анушилан Самити. В это же время он работает в качестве помощника адвоката в Музаффарпуре.

## Раздел Бенгалии и начало террористической деятельности
В 1905 году британская администрация принимает решение о разделе провинции Бенгалия на две части по религиозному признаку. Этот шаг вызвал массовые протесты по всей Индии. Активизировались и бенгальские радикальные националисты (во главе с Ауробиндо Гхошем и Б. Ч. Палом). Джатиндранатх Мукерджи был одним из руководителей боевого крыла радикалов. За храбрость и необычайную физическую силу он получил от товарищей прозвище Багха Джатин («тигр Джатин»). Вместе с Бариндранатхом Гхошем он устроил лабораторию для производства бомб, провёл несколько экспроприаций, организовал ячейки тайных обществ на севере Бенгалии (Дарджилинг). После ареста в 1908 году большинства руководителей радикалов, Багха Джатин фактически возглавил «Анушилан Самити». В 1910 году он также был арестован по обвинению в подготовке покушения на лейтенант-губернатора Бенгалии, но британский суд не смог доказать его непосредственной причастности к террористической деятельности. В отличие от других лидеров радикалов (в том числе, Ауробиндо Гхоша и Нираламбы Свами), которые отошли от политической деятельности и осудили насилие, Багха Джатин не оставлял попыток поднять вооружённое восстание в Северной Индии.

## Первая мировая война
С началом Первой мировой войны часть индийских эмигрантов решила вступить в союз с центральными державами, чтобы добиться независимости страны. В Берлине был создан «Индийский комитет», который координировал свои действия с партией «Гхадар», базировавшейся на территории США. Эти организации рассчитывали поднять антибританское восстание в Индии. Внутри страны схожую деятельность вела организация «Джугантар» («Новый век»), возглавляемая Багхой Джатином. Через Манабендру Роя Багха Джатин пытался организовать доставку немецкого оружия в Индию. Он планировал начать восстание в декабре 1915 года. Однако в том же 1915 году об этом стало известно чешской про-антантовской разведывательной сети, которую создал эмигрант Эмануэль Виктор Воска (Emanuel Viktor Voska). После чего один из отцов чешской независимости Томаш Масарик передал информацию о Джатине, как о немецком агенте американцам, те — союзникам-англичанам, благодаря чему тем удалось раскрыть организацию революционеров в Калькутте. Немецкое судно было перехвачено британцами, Багха Джатин и пятеро его сторонников были схвачены англичанами в Ориссе. Джатин был тяжело ранен в перестрелке с полицией и вскоре скончался.